# Frankamenita
La frankamenita és un mineral de la classe dels silicats, que pertany al grup de la canasita. Rep el nom en honor de Victor Albertovitch Frank-Kamenetsky (28 de febrer de 1915 - 12 de maig de 1994), mineralogista i cristal·lògraf.

## Característiques
La frankamenita és un silicat de fórmula química K₃Na₃Ca₅Si₁₂O₃₀F₃(OH)(H₂O). Va ser aprovada com a espècie vàlida per l'Associació Mineralògica Internacional l'any 1996. Cristal·litza en el sistema triclínic. La seva duresa a l'escala de Mohs és 5,5.
Segons la classificació de Nickel-Strunz, la frankamenita pertany a «09.DG - Inosilicats amb 3 cadenes senzilles i múltiples periòdiques» juntament amb els següents minerals: bustamita, ferrobustamita, pectolita, serandita, wol·lastonita, wol·lastonita-1A, cascandita, plombierita, clinotobermorita, riversideïta, tobermorita, foshagita, jennita, paraumbita, umbita, sørensenita, xonotlita, hil·lebrandita, zorita, chivruaïta, haineaultita, epididimita, eudidimita, elpidita, fenaksita, litidionita, manaksita, tinaksita, tokkoïta, senkevichita, canasita, fluorcanasita, miserita, charoïta, yuksporita i eveslogita.

## Formació i jaciments
Va ser descoberta al massís de Murunskii, a la confluència dels rius Chara i Tokko, dins l'escut d'Aldan (Sakhà, Rússia). Es tracta de l'únic indret de tot el planeta on ha estat descrita aquesta espècie mineral.